# تيمو فينزيل
تيمو فينزيل (بالألمانية: Timo Wenzel) (30 نوفمبر 1977 بنوي-أولم في ألمانيا - ) هو لاعب كرة قدم ألماني في مركزي قلب الدفاع والدفاع. شارك مع فريق 2006 ‏ ومنتخب ألمانيا ب لكرة القدم ‏. أما مع النوادي، فقد لعب مع نادي آوغسبورغ ونادي أومونيا ونادي شتوتغارت ونادي كايزرسلاوترن وفي إف بي شتوتغارت الثاني و1. FC Kaiserslautern II ‏ وPAE Kerkyra ‏ ونادي إلفرسبيرغ.

## وصلات خارجية
- تيمو فينزيل على موقع قاعدة بيانات كرة القدم.إي يو (الإنجليزية)
- تيمو فينزيل على موقع بيانات كرة القدم. دي إي (الألمانية)
- تيمو فينزيل على موقع عالم كرة القدم.نت (الإنجليزية)